# Cantó de Ploudalmézeau
El cantó de Ploudalmézeau (bretó Kanton Gwitalmeze) és una divisió administrativa francesa situat al departament de Finisterre a la regió de Bretanya.

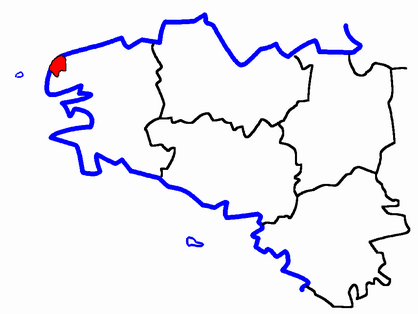
Situació del cantó

## Composició
El cantó aplega 10 comunes:
| Nom bretó          | Nom francès           | Nom gal·ló |
| Brelez             | Brélès                | ---        |
| Lambaol-Gwitalmeze | Lampaul-Ploudalmézeau | ---        |
| Landunvez          | Landunvez             | ---        |
| Lannildud          | Lanildut              | ---        |
| Gwitalmeze         | Ploudalmézeau         | ---        |
| Plouguin           | Plouguin              | ---        |
| Plourin-Gwitalmeze | Plourin               | ---        |
| Porspoder          | Porspoder             | ---        |
| Sant-Pabu          | Saint-Pabu            | ---        |
| Treouergad         | Tréouergat            | ---        |

## Història
| Data d'elecció                           | Identitat         | Partit                 | Qualitat |
| ---------------------------------------- | ----------------- | ---------------------- | -------- |
| 2004-                                    | Antoine Corolleur | Aliança per Finisterre |          |
| les dades anteriors no són pas conegudes |                   |                        |          |
|                                          |                   |                        |          |